# Набережна туманів
«Набережна туманів» (фр. Le quai des brumes) — французький фільм-драма 1938 року, поставлений режисером Марселем Карне за сценарієм Жака Превера, написаним за романом Набережна туманів (1927) П'єра Мак-Орлана. Фільм вважається одним з найкращих зразків «поетичного реалізму».

## Сюжет
Жан (Жан Габен), солдат, що дезертирував з колоніальних військ, вночі приїжджає на попутній машині в Гавр, сподіваючись сісти на корабель і поплисти в далекі країни. Доброзичливий клошар відводить його до бару на околиці міста. Жан знайомиться з власником бару - Панамою, любителем при нагоді побренькати на гітарі; з художником-самовбивцею Кросом (Робер Ле Віган), якому на кожному розі ввижається злочин і який мимоволі малює «те, що в глибині речей»; і з дівчиною Неллі (Мішель Морган), яка назавжди полонить його своїм ясним поглядом. Опікун Неллі, досить осоружний старий Забель (Мішель Симон), пристрасний любитель серйозної музики, ховається у барі від бандита Люсьєна і двох його спільників. Люсьєн підозрює, що Забель убив його друга Моріса.

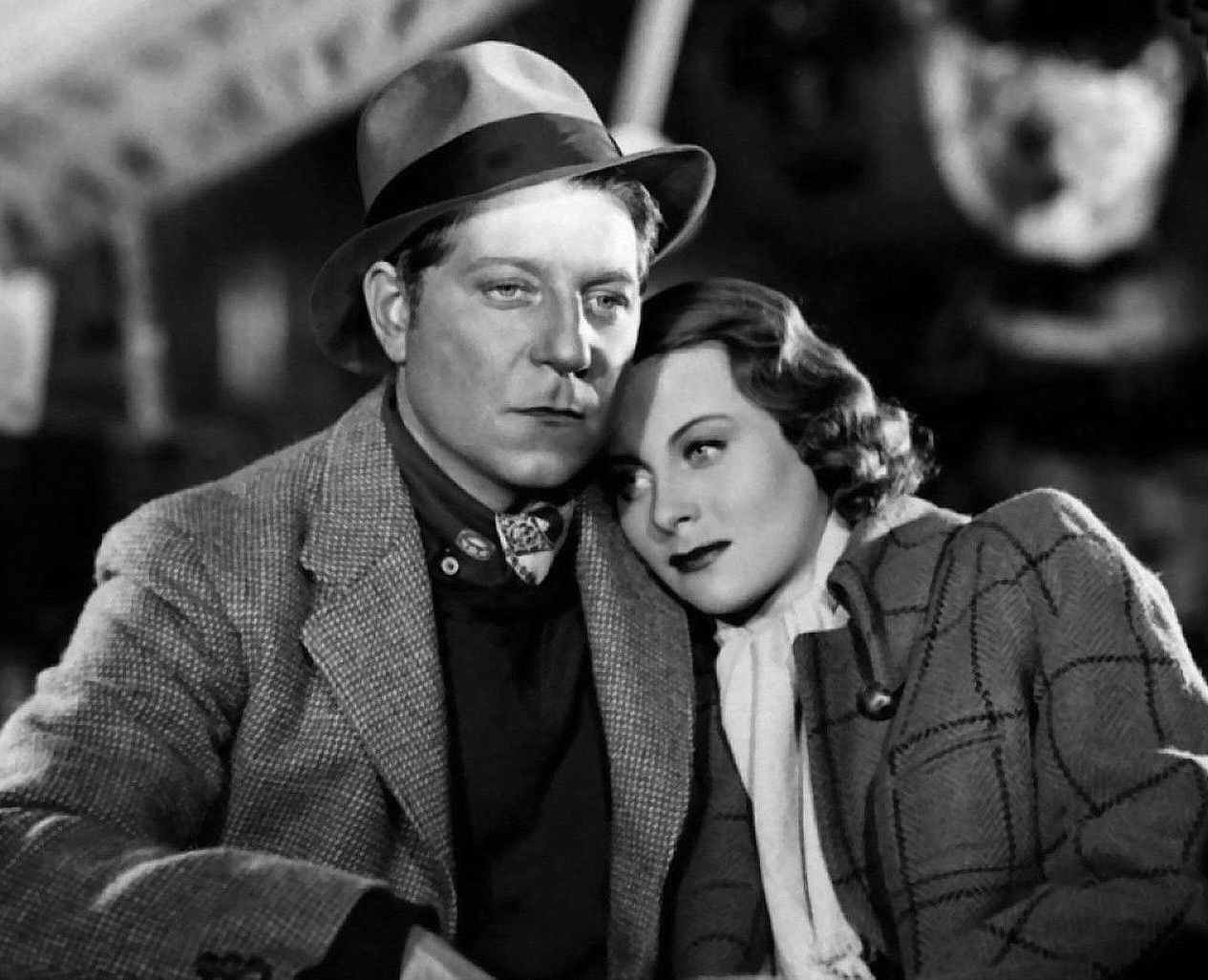
Кадр з фільму

Удосвіта Жан йде з Неллі, яка не хоче потрапляти на очі опікунові. Художник, як і планував, топиться, залишивши в Панами одяг і документи для Жана. Коли Люсьєн, звиклий залякувати людей, намагається відвести за собою Неллі, Жан б'є його і принижує перед спільниками. Люсьєн поспішно відступає. Жан і Неллі розлучаються, призначивши побачення на вечір. У порту Жан знаходить корабель, на якому зможе відплисти до Венесуели. Підшукуючи подарунок для Неллі, він випадково заходить в крамницю Забеля, і той зустрічає його з розкритими обіймами: він радіє тому, як Жан провчив Люсьєна. Забель навіть пропонує солдатові допомогу, якщо той позбавить його від Люсьєна остаточно. Жан ображений і обриває розмову.
В цей час Неллі дізнається, що Забель насправді убив Моріса, з яким вона недовго зустрічалася. Старий зробив це з ревнощів, щоб не ділити ні з ким свою Неллі. У барі Панами Жан бере собі одяг і документи художника, що наклав на себе руки, і називається його ім'ям. Увечері вони з Неллі йдуть на ярмарок, де Жан знову зустрічає Люсьєна та знову дає йому прочухана. Неллі просить Жана забрати її з собою до Венесуели. Вони проводять разом ніч у готелі. У порту виловлюють з води знівечений труп Моріса, і Жана звинувачують у вбивстві, оскільки там же знайдений і його одяг, викинутий у воду Панамою. Жан уривається в крамницю Забеля, коли той зізнається Неллі у вбивстві Моріса. Забель хоче опанувати дівчину силою. Після короткої сутички Жан вбиває Забеля, розбивши йому голову цеглиною. Неллі благає його бігти на корабель, але його вбиває Люсьєн, що сидить за кермом автомобіля. Жан падає на бруківку і помирає на руках у Неллі.

## У ролях
| • Жан Габен      | … | Жан          |
| • Мішель Морган  | … | Неллі        |
| • Мішель Симон   | … | Забель       |
| • П'єр Брассер   | … | Люсьєн       |
| • Робер Ле Віган | … | Мішель Кросс |

| • Реймон Емо    | … | Кар-Віттель |
| • Едуар Дельмон | … | Панама      |
| • Рене Женен    | … | лікар       |
| • Роже Легрі    | … | гарсон      |
| • Марсель Перес | … | водій       |

## Знімальна група
- Автор сценарію — Жак Превер (за однойменним романом П'єра Мак-Орлана)
- Режисер-постановник — Марсель Карне
- Продюсер — Грегор Рабінович
- Оператор-постановник — Ежен Шюффтан
- Оператори — Анрі Алекан, Марк Фоссар, Роже Каан, Луї Паж
- Композитор — Моріс Жобер
- Монтаж — Рене Ле Енафф
- Художник-постановник — Александр Тронер
- Художник по костюмах — Коко Шанель

## Історія створення
«Набережна туманів» — друга спільна робота Марселя Карне і Жака Превера. Перший їхній фільм, «Дивна драма» (фр. Drôle de drame), в 1937 році провалився на прем'єрі в паризькому кінотеатрі «Колізей». Та, проте, фільм знайшов своїх прихильників: того ж 1937 року, за ініціативою Жана Габена, продюсер берлінської кіностудія УФА Рауль Плокен запропонував Марселю Карне зняти фільм за участю Габена. Карне, зі свого боку, запропонував екранізацію роману П'єра Мак-Орлана «Набережна туманів», опублікованого в 1927 році.
Вибір саме цього автора був для Карне невипадковим. У опублікованій ще в 1932 році статті «Реалізм деяких фільмів будить соціальну фантастику» Мак-Орлан закликав кінематографістів до створення «романтизму буденності»; оспівана ним «поезія і таємниця вулиць», власне, і знайшла своє втілення в тому напрямі, який пізніше дістав назву «Поетичний реалізм».
У сценарії, написаному Жаком Превером, сюжет роману зазнав істотних змін: у Мак-Орлана дія розгортається упродовж 10 років — з 1910 по 1919 рік — у Франції, в основному в Парижі, на Монмартрі, Превер переніс його в портовий Гамбург. «…Ми виберемо порт, — говорив Превер, — тому що всі порти схожі один на інший, там життя проїздом, там подорожує пригода». У романі центр дії — кабачок «Моторний кролик», звичайне монмартрське кафе початку століття. Тут ненадовго перетинаються і знову розходяться долі героїв Мак-Орлана: солдата, що дезертирує з колоніальних військ, м'ясника Забеля, дівчини Неллі, Жана Раба — молодого чоловіка без певних занять, художника-німця, що володіє даром за допомогою живопису вгадувати місця, де скоюються злочини. У романі Забель за скоєне вбивство закінчує своє життя на гільйотині; художник, чиї унікальні здібності використовують розшукові органи, не витримавши цієї ролі, вішається; Жан Раб, мобілізований до арміъ, гине в перестрілці; а солдат наймається на службу в Іноземний легіон; Неллі стає розкішною повією і насолоджується своєю долею.
Жак Превер у своєму сценарії з'єднав розрізнені і майже не пов'язані між собою сюжетні лінії роману; два герої, Жан Раб і солдат-дезертир, злилися в одного — солдата на ім'я Жан; при цьому усе злиденне, що було в Рабові, зокрема його мрію хоч би раз в житті поспати на чистих простирадлах, сценарист передав новому героєві — в романі його не було — дрібному злодієві і п'яниці на прізвиську Четвертинка. Забель з м'ясника перетворився на лихваря, одержимого двома пристрастями: любов'ю до музики і коханням до Неллі, яку Превер зробив його вихованкою. Головним стержнем сюжету стала тема приреченої любові.
Настільки кардинальну переробку сценарію Марсель Карне пояснював тим, що фільм робився для Габена, який вже у той час був значною величиною в кінематографі. «Тому, — говорив режисер, — ми побудували сюжет так, щоб він став центральною фігурою». Зйомки фільму планувалися в Німеччині, проте представлення сценарію до міністерства пропаганди закінчилося скандалом; Геббельс заборонив «плутократський, декадентський, песимістичний сценарій». Врешті-решт контракти Габена, Прево і Карне викупив у УФА продюсер Грегор Рабінович, і дія фільму була перенесена у французький Гавр. За словами режисера: «Тоді робили шикарні розважальні фільми з багатими декораціями і про гідність продюсера судили по розкішністю костюмів, декорацій і масових епізодів. А у мене були всього два персонажі, яких грали Жан Габен і Мішель Морган, дія відбувалася в тумані, і продюсер Рабінович сильно сумнівався в успіхові. Він чотирнадцять разів знімав своє прізвище з титрів і ставив його назад».
У французької цензури сценарій також викликав сумніви; врешті-решт знімати фільм Карне дозволили за умови, що слово «дезертир» жодного разу не буде вимовлено, а солдат, знявши форму, акуратно укладе її на стілець, а не розкидає по кімнаті, як спочатку передбачалося у сценарії. Костюми для Неллі підбирала сама Коко Шанель.
Мак-Орлан, подивившись фільм, вигукнув: «Приголомшливо! Ви змінили все: епоху, місце дії, персонажів. І, як не дивно, при цьому дух книги переданий абсолютно точно».

## Нагороди та номінації
| Список нагород та номінацій            | Список нагород та номінацій | Список нагород та номінацій                  | Список нагород та номінацій | Список нагород та номінацій | Список нагород та номінацій |
| Кінопремія                             | Рік                         | Категорія                                    | Номінант(и)                 | Результат                   |                             |
| -------------------------------------- | --------------------------- | -------------------------------------------- | --------------------------- | --------------------------- | --------------------------- |
| Венеційський міжнародний кінофестиваль | 1938                        | Кубок Муссоліні за найкращий іноземний фільм | Набережна туманів           | Номінація                   |                             |
| Венеційський міжнародний кінофестиваль | 1938                        | Спеціальна згадка за режисуру                | Марсель Карне               | Перемога                    |                             |
| Приз Луї Деллюка                       | 1938                        | Найкращий фільм                              | Набережна туманів           | Перемога                    |                             |
| Національна рада кінокритиків США      | 1939                        | Найкращий іноземний фільм                    | Набережна туманів           | Перемога                    |                             |
| Національна рада кінокритиків США      | 1939                        | ТОП іноземних фільмів                        | Набережна туманів           | Перемога                    |                             |
| Національна рада кінокритиків США      | 1939                        | Найкраща акторська гра                       | Жан Габен                   | Перемога                    |                             |
| Національна рада кінокритиків США      | 1939                        | Найкраща акторська гра                       | Мішель Симон                | Перемога                    |                             |